# 安杰伊·巴登斯基
安杰伊·巴登斯基（波蘭語：Andrzej Badeński，1943年5月10日—2008年9月28日），波兰男子田径运动员。他曾代表波兰参加1964年、1968年和1972年夏季奥林匹克运动会田径比赛，其中1964年奥运会获得一枚铜牌。